# Продром
Продром од речи грч. προδρομος, у преводу, „претеча - пре покренуто“) је симптом или група симптома који се јављу непосредно пре појаве акутне фазе (периода) болести. Продроми су обично благи симптоми, који најављују почетак главних фаза (периода) болести. Нпр. код многих заразних болести, продроми су неспецифични симптоми као што су мучнина, општа слабост, главобоља, субфебрилна температура, итд.

## Нека од значења продрома
Продром је претходна појава или;
- рани знак развоја стања или болести.
- најранија фаза у развоју неког стања или болести. Многе заразне болести, као што су варичела, мале богиње, шарлах, су најзаразније током продромалног периода.[2]

Продром је опомињући симптом, који указује на појаву болести.
Продром је опомињући клинички знак, и клинички означава почетка болести.
Продром је рани симптом који указује на појаву „напада“ (нпр код мигрене) или болести.
Продром је симптом - сензација или промене телесних функција које доживљава пацијент и повезана је са одређеном болешћу.

## Продромални период
Временски период (у часовима данима или месецима), који означава трајања продромалних симптома и дешава се између периода инкубације и стварне и карактеристичне клиничке слике болести. Продром може да траје од неколико часова до више недеља, или година, пре него што се развије клиничка слика болести, (нпр код психозе) а може да нестане мистериозно без појаве других знакова болести. Овај период трајања продрома назива се и продромални период или продфромална фаза бполести. У продромалном периоду код инфекција и заразних болести, симптоми могу бити неспецифични, као што су слабост, главобоља, и блага грозница, или специфичне промене као што су на пример, Копликове мрље на букалној слузокожи код богиња.
Резултати лабораторијских тестова у продромалном периоду откривају промене у телу. Тако почетне промене у ћелијском саставу коштане сржи се посматрају као продроми пре почетка леукемије.
Продромалном периоду претходи период инкубације, током које не постоје симптоми болести, упркос присутности инфекције или почетних поремећаја функција органа. Продромални период се наставља периодом развијене клиничке слике болести.
Продромални период је веома чест и у неким незаразним болестима. Тако се у периоду који претходи инфаркту миокарда, могу јавити симптоми повећане учесталости и тежине напада ангине пекторис. Или нпр. слаба концентрација, раздражљивост, узнемиреност су продроми у шизофренији.

## Продроми код неких болести
| Болест                     | Карактеристике продромалних симптоми |
| -------------------------- | --- |
| Заразне болести            | Продромални осип који претходи појави потенцијално озбиљнијих кожних ефлоресценција узрокованих заразним болестима. |
| Сифилис                    | Примарни сифилис (инокулациони шанкр) и секундарни (сифилистични осип), могу се сматрати продромима који најављује појаву, након неколико година, терцијарног сифилис, и развој кардиоваскуларних, зглобних, нервних и визуелних компликација. |
| Акутни радијациони синдром | Након изложености високим дозама јонизујућег зрачења, симптоми су умор, мучнина, повраћање и јављају и често трају око два дана. Често су продроми код радијационе болести најава појаве (након неколико недеља); хематолошких, гастроинтестиналних и/или респираторних компликација или смрти озрачене особе.                                            |
| Шизофренија                | У хроничној фази код млађих особа обично се развија у младе продромални период током тинејџерских година. Почетни симптоми се тешко дијагностикују јер се манифестују у виду слабе концентрације, раздражљивости, анксиозности, социјалног повлачење. |
| АИДС                       | Продомални период као примарна инфекција, тешко се дијагностикује, јер се јавља као продромални период недељама након контаминације у виду симптома грипа или мононуклеозе (грозница, константан умор, главобоља, пролив) и наговештавају најаву почетка клиничке слике, која настаје годинама касније.                                                   |
| Мигрена                    | У овој болести продроми нису увек присутни, и варирају од особе до особе. Могу да укључе промену расположења, раздражљивост, депресију или еуфорију, умор, зевање, прекомерна поспаност, жељу за одређеном храном (нпр. чоколадом), укоченост мишића (посебно у врату), зујање у ушима, затвор или пролив, учестало мокрење, и друге висцералне симптома. |